# Corpo de Guardas da Revolução Islâmica
O Corpo de Guardas da Revolução Islâmica (em persa: سپاه پاسداران انقلاب اسلامی, transl. Sepáh e Pásdárán e Enqeláb e Eslámi), conhecida popularmente como Guarda Revolucionária Iraniana, é uma divisão das forças armadas do Irã, fundada depois da Revolução Iraniana. No próprio Irã, é usualmente referido como Sepáh e-Pásdárán ("Corpo de Guardas"), Pásdárán e-Enqeláb (پاسداران انقلاب, "Guardas Revolucionários") ou simplesmente Pásdárán (پاسداران, "Guardas") ou, ainda, Sepah ("Corpo").
A organização foi criada depois da Revolução Iraniana. e sua fundação foi ideologicamente motivada. Ao contrário das Forças Armadas do Irã, que segundo a constituição tem como dever proteger as fronteiras e ordem interna, a Guarda Revolucionária tem como objetivo proteger o sistema político da república islâmica e a revolução. O atual comandante em chefe do Corpo de Guardas é o comodoro Ali Fadavi, após a morte de Hossein Salami. Como muitos iranianos jovens durante a Guerra Irã-Iraque (1980-1988), o ex-presidente do país, Mahmoud Ahmadinejad, foi membro do Corpo de Guardas, mais especificamente participando da milícia Basij.
O Pásdárán tem seu próprio ministério, e acredita-se que tenham um efetivo de 210 000 pessoas, com suas próprias unidades navais e aéreas. Também controlam forças voluntárias, como o supracitado Basij, que possui cerca de 90 000 membros, e a Força Quds, uma unidade de forças especiais especializada em guerra não-convencional, ou seja, responsável por organizar, treinar, equipar e financiar movimentos revolucionários islâmicos ao redor do globo.
Os Guardas da Revolução são acusados de apoiar o grupo Hezbollah do Líbano, milícias Xiitas no Iraque como as Forças de Mobilização Popular, e os Houthis na Guerra Civil Iemenita. Além de participar diretamente na Guerra Civil Síria ao favor das forças de Bashar al-Assad, e no Conflito no Iraque contra o Estado Islâmico. O General Qasem Soleimani, comandante da Força Quds, foi morto em um ataque de VANT no aeroporto de Bagdá em 2019, onde estava apoiando o governo iraquiano e milicias xiitas.
É designada como uma organização terrorista pelos governos da Arábia Saudita, Bahrein e Estados Unidos.

## Tamanho e estrutura

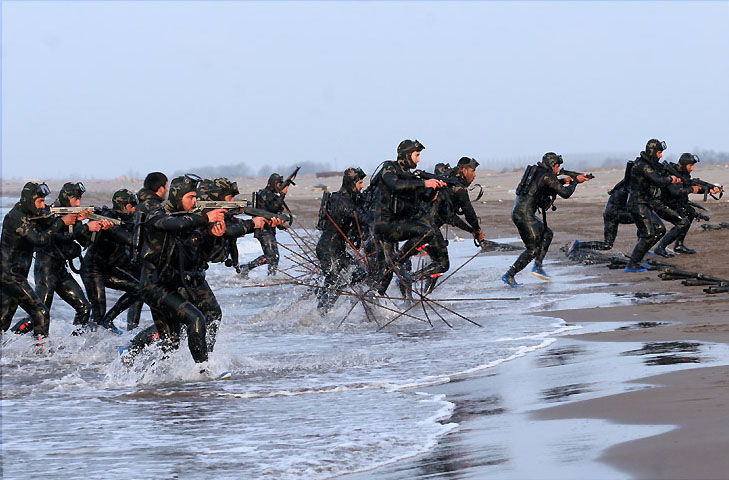
Infantaria naval do Corpo de Guardas.

O EGRI é separado (e paralelo) ao outro braço das forças armadas iranianas, chamadas de Artesh (também "exército", em persa). O EGRI é uma força armada combinada, que conta com suas próprias forças terrestres, aquáticas e aéreas, além de serviços de inteligência, e de forças especiais. A organização também controla a força Basij, um grupo de voluntários que consiste de 90.000 soldados regulares e 300.000 reservistas, que tem uma força potencial de onze milhões de indivíduos. O EGRI é reconhecido oficialmente como parte do exército iraniano pelo artigo 150 da Constituição Iraniana.
O Balanço Militar do IISS de 2007 afirma que o EGRI conta com um efetivo de mais 125.000 indivíduos ou mais, e controla o Basij em termos de mobilização; e estima que as forças aéreas e terrestres do EGRI tenham 100.000 indivíduos, embora conte com uma 'quantidade esparsa de homens' durante os período de paz; o Balanço também estima que existam até 20 divisões de infantaria, algumas brigadas independentes, e uma brigada aérea.
As Forças Navais do EGRI são estimadas pelo IISS em até 20.000 homens, incluindo 5.000 fuzileiros navais em uma brigada de três ou quatro batalhões marinhos, e seriam equipadas com armas de defesa da costa (algumas baterias de HY-2/CSS-C-3 Seersucker SSM, e algumas baterias de artilharia) e 50 barcos de patrulha (incluindo 10 embarcações de ataque rápido chinesas Houdang). O braço aéreo do EGRI, segundo o IISS, controla a força estratégica de mísseis do Irã, e tem uma brigada de mísseis Shahab-1/2 com de 12 a 18 lançadores, e uma unidade de mísseis Shahab-3. O IISS ainda estima que a unidade de Shahab-3 seria composta por um batalhão, com seis lançadores de um míssil e quatro MBMAs Shahab-3 estratégicos.
A Força Quds (ou Ghods), de elite, que por vezes é descrita como a sucessora da SAVAK do xá, tem de 2.000 a 5.000 homens.

### Oficiais superiores
- Major-General Hossein Salami (Comandante em Chefe)[19]  †
- Brigadeiro-General Mohammad Hejazi (Chefe-Adjunto do Estado-Maior)[20]
- Brigadeiro-General Mohammad-Reza Zahedi (Forças Terrestres da Guarda Revolucionária Islâmica)[21]
- Contra-Almirante Morteza Saffari (Marinha da Guarda Revolucionária Islâmica)[22]
- Brigadeiro-General Mohammad Hejazi (Comandante em Chefe das Forças Mobilizadas Basij)[23]
- Brigadeiro-General Esmail Ghaani (Força Quds)[24] O General Suleimani foi responsável por essa força e pela negociação de diversos acordos entre figuras políticas iraquianas antes de sua morte.
- Brigadeiro-General Abdol-Ali Najafi (unidade secreta)[25]

## Controvérsia
| Divisões e efetivos       |                                                    |
| Força Quds                | ~ 21 000                                           |
| Basij                     | 90 000                                             |
| Marinha do EGRI           | 20 000 (est. de 2005) 135 navios                   |
| Força Aérea do EGRI       | 15 000 (2020)                                      |
| Forças Terrestres do EGRI | 150 000 (2022) +60 000 forças paramilitares (2022) |
| Orçamento                 | US$ 6,96 bilhões (2020)                            |
| Comandante em chefe       |                                                    |
| Ali Fadavi                |                                                    |

Desde a sua fundação, o Corpo de Guardas da Revolução Islâmica esteve envolvido em diversas atividades econômicas e militares, muitas delas sujeitas a alguma controvérsia.

### Corrupção
O EGRI foi acusado de corrupção, incluindo a importação de bebidas alcoólicas ilegais à República Islâmica. Em 2005 descobriu-se que o EGRI comandava um aeroporto ilegal perto da cidade de Karaj, próxima a Teerã, de onde importavam e exportavam mercadorias sem o controle do governo. Em 2005 a Guarda Revolucionária Islâmica invadiu o novo aeroporto de Teerã pouco tempo depois dele ser inaugurado oficialmente, supostamente por motivos de segurança. De acordo com os críticos da organização, no entanto, o aeroporto teria sido fechado porque a companhia contratada para operá-lo era uma empresa turca, concorrente direta de uma empresa de propriedade da própria Guarda. Foi mais tarde aberta sob o comando de Pasdaran.

### Envolvimento com o Hezbollah
O logotipo do EGRI foi a inspiração para o logotipo do Hezbollah, organização paramilitar xiita sediada no Líbano. A Guarda Revolucionária Islâmica forneceu treinamento militar para soldados do Hezbollah no vale do Bekaa durante o início da década de 1980. Embora não tenha sido aceita de maneira unânime pela população libanesa, a presença do EGRI no país serviu como resistência contra a presença israelense, a despeito da luta contínua entre as milícias Amal e a OLP e seus aliados sunitas.

De acordo com o Jane's Information Group: 
"Qualquer membro do Hezbollah que receba treinamento militar provavelmente o fará pelas mãos do EGRI [o Corpo de Guarda Revolucionária Islâmica], tanto no sul do Líbano ou em campos no Irã. Os métodos cada vez mais sofisticados usados pelos membros do EGRI indicam que eles vêm sendo treinados com manuais israelenses e americanos; a ênfase destes treinamentos está em táticas de desgaste, mobilidade, coleta de inteligência e manobras noturnas."

### Envolvimento com o Hamas
De acordo com o New York Times, combatentes do Hamas estão sendo treinados em táticas de assalto urbano pelo EGRI.

### Envolvimento na Guerra do Iraque

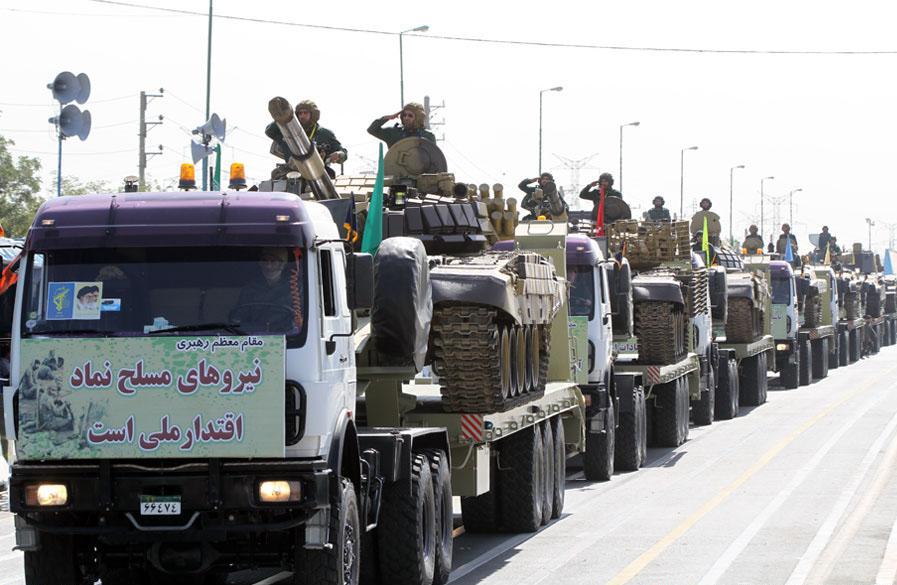
Tanques do Corpo de Guardas.

O Departamento de Defesa dos Estados Unidos alegou repetidamente o envolvimento do EGRI na Guerra do Iraque; apesar das negações do Irã, os Estados Unidos praticamente implicaram, embora não usando termos diretos, que o governo central do Irã seria responsável por tais ações. Em maio de 2008 o governo do Iraque afirmou não possuir evidências de que o Irã estaria apoiando militantes em solo iraquiano. De acordo com um banco de dados compilado pela Força-Tarefa Troy, da Força-Tarefa Multinacional do Iraque, armas feitas no Irã representariam apenas uma porcentagem desprezível do total de estoques de armas apreendidas no Iraque. As acusações dos Estados Unidos apareceram simultaneamente a acusações feitas pelo próprio Irã e pela Turquia de que armas fornecidas pelos Estados Unidos estariam sendo contrabandeadas do Iraque para militantes antigovernamentais nos dois países.
O Departamento de Estado americano ainda relatou ter relatórios de inteligência a respeito do envolvimento pesado da Guarda Revolucionária Iraniana com o abastecimento dos insurgentes iraquianos, e que soldados americanos teriam sido mortos por artefatos explosivos projetados ou feitos no Irã. Esta alegação é negada pelo Irã, sob o argumento de que a maior parte das mortes americanas do Iraque são causadas pela insurgência sunita, e não xiita. Dois estudos diferentes sustentam que aproximadamente a metade de todos os insurgentes estrangeiros que entraram no Iraque vieram da Arábia Saudita. O Irã também nega a informação de que membros do exército iraquiano - que até antes da invasão de 2003 eram capazes, segundo os EUA e o Reino Unido, de utilizar sistemas avançados de mísseis capazes de lançar armas de destruição em massa em até 45 minutos - seriam incapazes de projetar e produzir artefatos explosivos improvisados.[carece de fontes?]

## Sanções financeiras
O Conselho de Segurança das Nações Unidas, em diversas de suas sanções e resoluções, aprovou o congelamento de bens de principais dos comandantes da Guarda Revolucionária Islâmica.